# Io sono Zero
Io sono Zero è un romanzo per ragazzi di Luigi Ballerini pubblicato nel marzo del 2015, l'anno dopo ha vinto il premio Bancarellino.

## Trama
Zero pensa di essere l'unico essere vivente, oltre a Madar e i Tecnici, anche se loro non possono parlargli perché ritenuti inferiori. Ma si sbaglia, e lo scopre grazie a un blackout che “spegne” il Mondo, un appartamento ipertecnologico dove aveva sempre vissuto e che non aveva mai lasciato. Mentre cerca di tornare in quest'ultimo, si apre una porta che era sempre rimasta chiusa. Allora Zero scappa dal suo Mondo e entra nel vero mondo, nel quale ora è inverno e fa freddo; iniziano i problemi, perché Zero è abituato ad avere un soffitto sopra la testa, non sa cosa sia la neve e non ha mai avuto così freddo, e sviene per l’ipotermia. Viene ritrovato da Stefania, che lo vede sul marciapiede, lo raccoglie e lo mette in auto, dove lui si sveglia con una sua carezza; ma Zero non è abituato a essere toccato e sviene nuovamente. Quando arrivano a casa di lei e di suo marito Luca, Zero è ancora addormentato e viene portato nello studio al piano di sopra, dove si risveglia e vede una luce proveniente dalla lampadina della lampada e la tocca per curiosità. Si scotta, cosi Stefania gli porta un tubetto di pomata contro le scottature, ma lui si è già riaddormentato. Stefania torna giù e si addormenta a sua volta. Luca torna a casa dal turno di notte e prepara il caffè per tutti e due, poi sveglia Stefania e accende la TV mentre lei gli racconta gli accaduti. Ma si distraggono dal titolo che si vede sul telegiornale: coloro che dicono di essere i genitori di Zero lasciano pensare che il ragazzo si chiami Michele e che soffrisse di una grave Epilessia, e anche che si spaventasse al solo tocco di uno sconosciuto. Così decidono di partire con Michele, il vero nome del ragazzo, per la montagna, dove la sorella ha una casa e gliela avrebbe prestata per le vacanze. Arrivati allo chalet, inizia l’attesa, e ad un certo punto si presenta una Mercedes argentata. Dentro ci sono il Colonnello padre di Luca e Antonio, suo compagno di squadriglia che possiede una gelateria. Parlando si scopre da dove arriva Zero, dal VWN o Virtual War Network, un’agenzia di mercenari che costruiscono macchine da guerra super intelligenti di distruzione di massa e ultra precise, comandate da ragazzi soldato come Zero, che venne portato via ai suoi genitori da neonato. Questo progetto venne chiamato progetto DuePuntoZero; di questo progetto facevano parte altri 11 ragazzi identici a Zero. Il passato del ragazzo spesso gli si ritorce contro: le regole ferree con le quali è stato cresciuto, le certezze nelle quali credeva, frantumate una volta entrato nel mondo reale lo dividono in due. Una parte di lui, più razionale e impaurita vuole tornare alle origini; mentre la seconda, più curiosa e determinata, vuole scoprire di più. Successivamente viene chiesto a Zero di aiutarli a smascherare il VWN, ma a lui serve uno schermo touch e una rete wireless, con la quale dovrebbe entrare nei file del Virtual War Network, fare un video e mandarlo ai telegiornali. Ma vengono scoperti e il Wi-Fi viene schermato, così Madar avvisa i capi non corrotti dell’esercito che intervengono portando Zero e gli altri in salvo, mentre arrestano i membri del VWN. Qualche mese dopo Luca e Stefania chiedono l’adozione per Zero, e decidono di chiamarlo Michele, come era il suo vero nome.
Nel 2018 è stato tratto dal romanzo un adattamento teatrale dal titolo Zero.
Lo spettacolo è stato co - prodotto da Nata Teatro e Stivalaccio teatro e vede in scena Mirco Sassoli, Eleonora Angioletti e Giorgio Castagna con la regia di Michele Mori.